# 대한민국 헌법 제70조
대한민국 헌법 제70조는 대한민국 헌법의 조항이다.

## 본문
대통령의 임기는 5년으로 하며, 중임할 수 없다.

## 내용
대통령의 임기에 관한 내용이다.

## 같이 보기
- 대한민국 헌법 제4장 제1절
- 대한민국 헌법 제128조: 대통령의 임기 관련 개헌 관련 규정